# Stanstead (Quebec)
Stanstead – miasto w Kanadzie, w prowincji Quebec, w regionie Estrie i MRC Memphrémagog. Powstało w 1995 roku poprzez połączenie wsi Rock Island, Beebe Plain i Stanstead Plain w jedno miasto. Znajduje się przy granicy ze Stanami Zjednoczonymi, w dawnym Beebe Plain granica przebiega środkiem ulicy Rue Canusa (Canusa Street w Beebe Plain (Vermont) po stronie amerykańskiej)
Liczba mieszkańców Stanstead wynosi 2 957. Język angielski jest językiem ojczystym dla 59,2%, francuski dla 37,8% mieszkańców (2006).